# Adidas International 2004 - Qualificazioni singolare maschile
Le qualificazioni del singolare maschile dell'Adidas International 2004 sono state un torneo di tennis preliminare per accedere alla fase finale della manifestazione. I vincitori dell'ultimo turno sono entrati di diritto nel tabellone principale. In caso di ritiro di uno o più giocatori aventi diritto a questi sono subentrati i lucky loser, ossia i giocatori che hanno perso nell'ultimo turno ma che avevano una classifica più alta rispetto agli altri partecipanti che avevano comunque perso nel turno finale.
Le qualificazioni del torneo Adidas International 2004 prevedevano 32 partecipanti di cui 4 sono entrati nel tabellone principale.

## Teste di serie
1. Olivier Rochus (primo turno)
2. Hyung-Taik Lee (primo turno)
3. Davide Sanguinetti (primo turno)
4. Victor Hănescu (secondo turno)

1. Irakli Labadze (primo turno)
2. Ivo Karlović (primo turno)
3. Brian Vahaly (primo turno)
4. Lars Burgsmüller (ultimo turno)

## Qualificati
1. Richard Gasquet
2. Joachim Johansson

1. Rubén Ramírez Hidalgo
2. Alex Bogomolov Jr.

## Tabellone

### Legenda
| - Q = Qualificato - WC = Wild card - LL = Lucky loser | - ALT = Alternate - SE = Special Exempt - PR = Protected Ranking | - w/o = Walkover - r = Ritirato - d = Squalificato |

### Sezione 1
|  | Primo turno       | Primo turno       | Primo turno     | Primo turno | Primo turno |  |  | Secondo turno     | Secondo turno     | Secondo turno     | Secondo turno    | Secondo turno |   |   | Ultimo turno | Ultimo turno    | Ultimo turno | Ultimo turno | Ultimo turno |  |
|  |                   |                   |                 |             |             |  |  |                   |                   |                   |                  |               |   |   |              |                 |              |              |              |  |
|  |                   | Richard Gasquet   | Richard Gasquet | 6           | 6           |  |  |                   |                   |                   |                  |               |   |   |              |                 |              |              |              |  |
|  | 1                 | Olivier Rochus    | Olivier Rochus  | 4           | 3           |  |  | Richard Gasquet   | Richard Gasquet   | Richard Gasquet   | 6                | 6             |   |   |              |                 |              |              |              |  |
|  | Fernando Verdasco | Fernando Verdasco | 4               | 7           | 6           |  |  | Fernando Verdasco | Fernando Verdasco | Fernando Verdasco | 3                | 2             |   |   |              |                 |              |              |              |  |
|  | Adam Kennedy      | Adam Kennedy      | 6               | 68          | 3           |  |  |                   |                   |                   |                  |               |   |   |              | Richard Gasquet | 2            | 6            | 7            |  |
|  | David Ferrer      | David Ferrer      | David Ferrer    | 6           | 7           |  |  |                   |                   | 8                 | Lars Burgsmüller | 6             | 3 | 5 |              |                 |              |              |              |  |
|  | Jan Vacek         | Jan Vacek         | Jan Vacek       | 3           | 65          |  |  |                   | David Ferrer      | David Ferrer      | 4                | 0             |   |   |              |                 |              |              |              |  |
|  | 8                 | Lars Burgsmüller  | 63              | 6           | 6           |  |  | 8                 | Lars Burgsmüller  | Lars Burgsmüller  | 6                | 6             |   |   |              |                 |              |              |              |  |
|  |                   | Raphael Durek     | 7               | 3           | 2           |  |  |                   |                   |                   |                  |               |   |   |              |                 |              |              |              |  |

### Sezione 2
|  | Primo turno              | Primo turno              | Primo turno              | Primo turno | Primo turno |  |  | Secondo turno     | Secondo turno     | Secondo turno  | Secondo turno | Secondo turno |   |    | Ultimo turno      | Ultimo turno      | Ultimo turno      | Ultimo turno | Ultimo turno |  |
|  |                          |                          |                          |             |             |  |  |                   |                   |                |               |               |   |    |                   |                   |                   |              |              |  |
|  |                          | Paul Goldstein           | Paul Goldstein           | 6           | 6           |  |  |                   |                   |                |               |               |   |    |                   |                   |                   |              |              |  |
|  | 2                        | Hyung-Taik Lee           | Hyung-Taik Lee           | 3           | 4           |  |  | Paul Goldstein    | Paul Goldstein    | 7              | 610           | 6             |   |    |                   |                   |                   |              |              |  |
|  | Joachim Johansson        | Joachim Johansson        | Joachim Johansson        | 6           | 6           |  |  | Joachim Johansson | Joachim Johansson | 5              | 7             | 7             |   |    |                   |                   |                   |              |              |  |
|  | Albert Montañés          | Albert Montañés          | Albert Montañés          | 3           | 4           |  |  |                   |                   |                |               |               |   |    | Joachim Johansson | Joachim Johansson | Joachim Johansson | 6            | 7            |  |
|  | Alexander Popp           | Alexander Popp           | Alexander Popp           | 7           | 6           |  |  |                   |                   | Nicolas Mahut  | Nicolas Mahut | Nicolas Mahut | 2 | 68 |                   |                   |                   |              |              |  |
|  | Martín Vassallo Argüello | Martín Vassallo Argüello | Martín Vassallo Argüello | 62          | 1           |  |  | Alexander Popp    | Alexander Popp    | Alexander Popp | 4             | 3             |   |    |                   |                   |                   |              |              |  |
|  |                          | Nicolas Mahut            | Nicolas Mahut            | 6           | 6           |  |  | Nicolas Mahut     | Nicolas Mahut     | Nicolas Mahut  | 6             | 6             |   |    |                   |                   |                   |              |              |  |
|  | 7                        | Brian Vahaly             | Brian Vahaly             | 2           | 0           |  |  |                   |                   |                |               |               |   |    |                   |                   |                   |              |              |  |

### Sezione 3
|  | Primo turno           | Primo turno           | Primo turno    | Primo turno | Primo turno |  |  | Secondo turno         | Secondo turno         | Secondo turno         | Secondo turno         | Secondo turno         |   |   | Ultimo turno | Ultimo turno | Ultimo turno | Ultimo turno | Ultimo turno |  |
|  |                       |                       |                |             |             |  |  |                       |                       |                       |                       |                       |   |   |              |              |              |              |              |  |
|  |                       | Giovanni Lapentti     | 6              | 3           | 6           |  |  |                       |                       |                       |                       |                       |   |   |              |              |              |              |              |  |
|  | 3                     | Davide Sanguinetti    | 3              | 6           | 3           |  |  | Giovanni Lapentti     | Giovanni Lapentti     | 6                     | 3                     | 64                    |   |   |              |              |              |              |              |  |
|  | Galo Blanco           | Galo Blanco           | 3              | 6           | 6           |  |  | Galo Blanco           | Galo Blanco           | 2                     | 6                     | 7                     |   |   |              |              |              |              |              |  |
|  | Olivier Mutis         | Olivier Mutis         | 6              | 3           | 3           |  |  |                       |                       |                       |                       |                       |   |   | Galo Blanco  | Galo Blanco  | Galo Blanco  | 3            | 1            |  |
|  | Rubén Ramírez Hidalgo | Rubén Ramírez Hidalgo | 6              | 4           | 6           |  |  |                       |                       | Rubén Ramírez Hidalgo | Rubén Ramírez Hidalgo | Rubén Ramírez Hidalgo | 6 | 6 |              |              |              |              |              |  |
|  | Tomas Behrend         | Tomas Behrend         | 4              | 6           | 3           |  |  | Rubén Ramírez Hidalgo | Rubén Ramírez Hidalgo | 6                     | 4                     | 6                     |   |   |              |              |              |              |              |  |
|  |                       | Thomas Enqvist        | Thomas Enqvist | 6           | 6           |  |  | Thomas Enqvist        | Thomas Enqvist        | 4                     | 6                     | 1                     |   |   |              |              |              |              |              |  |
|  | 5                     | Irakli Labadze        | Irakli Labadze | 3           | 3           |  |  |                       |                       |                       |                       |                       |   |   |              |              |              |              |              |  |

### Sezione 4
|  | Primo turno        | Primo turno        | Primo turno       | Primo turno | Primo turno |  |  | Secondo turno | Secondo turno      | Secondo turno      | Secondo turno | Secondo turno |   |   | Ultimo turno       | Ultimo turno       | Ultimo turno | Ultimo turno | Ultimo turno |  |
|  |                    |                    |                   |             |             |  |  |               |                    |                    |               |               |   |   |                    |                    |              |              |              |  |
|  | 4                  | Victor Hănescu     | Victor Hănescu    | 6           | 6           |  |  |               |                    |                    |               |               |   |   |                    |                    |              |              |              |  |
|  |                    | Kristof Vliegen    | Kristof Vliegen   | 1           | 3           |  |  | 4             | Victor Hănescu     | Victor Hănescu     | 4             | 4             |   |   |                    |                    |              |              |              |  |
|  | Alex Bogomolov Jr. | Alex Bogomolov Jr. | 63                | 6           | 6           |  |  |               | Alex Bogomolov Jr. | Alex Bogomolov Jr. | 6             | 6             |   |   |                    |                    |              |              |              |  |
|  | Jürgen Melzer      | Jürgen Melzer      | 7                 | 3           | 3           |  |  |               |                    |                    |               |               |   |   | Alex Bogomolov Jr. | Alex Bogomolov Jr. | 3            | 6            | 6            |  |
|  | Peter Luczak       | Peter Luczak       | Peter Luczak      | 6           | 6           |  |  |               |                    | Todd Larkham       | Todd Larkham  | 6             | 3 | 2 |                    |                    |              |              |              |  |
|  | Christophe Rochus  | Christophe Rochus  | Christophe Rochus | 4           | 4           |  |  | Peter Luczak  | Peter Luczak       | Peter Luczak       | 3             | 6             |   |   |                    |                    |              |              |              |  |
|  |                    | Todd Larkham       | Todd Larkham      | 6           | 6           |  |  | Todd Larkham  | Todd Larkham       | Todd Larkham       | 6             | 7             |   |   |                    |                    |              |              |              |  |
|  | 6                  | Ivo Karlović       | Ivo Karlović      | 4           | 3           |  |  |               |                    |                    |               |               |   |   |                    |                    |              |              |              |  |